# Радикалізм
Радикалізм (англ. radicalism, від лат. radix — «коріння») — духовна настанова та спосіб мислення, наслідком якого є рішуча дія, що послідовно і прямолінійно прямує до наміченої мети, відкидаючи будь-який компроміс. Радикалізм проявляється в різних сферах: політиці, філософії, етиці, релігії, тощо, як напрям, який повністю не погоджується з панівними поглядами.
У політиці радикалізм це кожний напрям, який прагне ґрунтовних змін тих чи інших державних або суспільних відносин, як правило, вважаючи крайні засоби за головні, а рішучі зміни — за кінцеві. Є радикалізм комуністичний (крайньо «ліві» течії та рухи) і націоналістичний (крайньо «праві»). Значення слова «радикалізм» впродовж історії змінювалося.

## Історія
Поняття «радикалізм» виникло в Британії під впливом Великої французької революції.
Ватажок британських вігів Чарльз Фокс першим вжив слово «радикали» для позначення прихильників рішучого розриву з минулим і «докорінних» змін в європейських державах за прикладом Франції.
У 19 ст. радикалізм ідентифікували з демократичним крилом лібералізму, що, на відміну від поміркованого, виступав за скасування майнового цензу та поширення виборчого права, відокремлення церкви від держави, соціальні реформи. В більшості країн Європи виникли радикальні партії. Найвідомішою з-поміж них була французька радикальна партія (Жорж Клемансо), що поєднувала республіканство, лаїцизм, націоналізм і соціал-реформізм.
Пізніше, радикалізм отожнювали з анархізмом, соціалізмом, суфражизмом, більшовизмом та нацизмом.
Виділяють різні типи радикалізму.

## Політичний радикалізм
Практична та ідеологічна політична орієнтація, метою якої є принципова зміна суспільства і політичної структури засобами рішучих, кардинальних дій. Радикалізм протилежний консерватизму, поміркованості, традиціоналізму: «Радикалізм як соціально-політичний феномен є специфічним типом мислення та комплексом рішучих безкомпромісних дій, орієнтованих на оновлення суспільних відносин шляхом революційної трансформації базових засад суспільства».
Теорія і практика, що полягає у відстоюванні і застосуванні рішучих дій, націлених на здійснення докорінних соціальних перетворень. Політичний радикалізм як соціо-культурний феномен полягає у ціннісних організаціях на опозиційність до існуючих структур, на зміну і тотальний, швидкий темп змін, примат силових методів у досягненні політичної мети. 
Він виник у Англії в кінці 18 сторіччя. В епоху промисловості 19-20 ст. став ідеологією і практикою соціал-демократичних і соціалістичних партій.

## Радикалізм в Україні

### Українська радикальна партія (УРП)
В Україні політичний радикалізм зустрічаємо у 1890-их pp. при створенні М. Драгомановим, І. Франком і М. Павликом Української Радикальної Партії (УРП) у Галичині. Її вимогами були: переустрій Австрії на федеральній основі, децентралізація влади, поділ Галичини на дві окремі частини — укр. і поль., введення проґресивного податку, розподіл ґрунтів великої власності поміж мало- і безземельним селянством тощо.
У 1926, після приєднання до партії волинської групи есерів, партія змінила назву на Українську соціалістично-радикальну партію (УСРП), а в квітні 1931 вступила до II Соціалістичного Інтернаціоналу.

### Українська Демократично-Радикальна Партія (УДРП)
На Наддніпрянщині, за ініціативою Бориса Грінченка, постала у 1904 Українська Радикальна Партія, що виділилася з Української Демократичної Партії. У 1905 обидві групи знов об'єдналися в Українську Демократично-Радикальною Партію (УДРП). У програмі вона мала домагання національно-територіальної автономії для України в рамках Росії та націоналізації землі. Не зважаючи на цю назву, радикали-демократи були насамперед партією поміркованої, ліберальної інтелігенції і спілкувалися з російською Партією Народної Свободи («кадети»). Під тиском реакції в Російській Імперії, УДРП самоліквідувалася у 1907 і замість неї утворилося Товариство Українських Поступовців (ТУП).